# Сергеев, Николай Григорьевич
Никола́й Григо́рьевич Серге́ев (27 сентября 1876, Петербург — 23 мая 1951, Ницца; Encyclopædia Britannica дает другие даты жизни: 15 сентября 1876 — 23 июня 1951) — русский артист балета, режиссёр, педагог.

## Биография
В 1894 году окончил Петербургское театральное училище и был принят в балетную труппу императорского Мариинского театра. В 1903 году там же был назначен режиссёром, в 1904 — солистом. В 1914 году получил должность главного режиссёра балетной труппы Мариинского театра
Среди ролей этого периода: 1903 — «Фея кукол» в постановке братьев Легат (Н.Легат и С.Легат) — Паяц (ввод).
Среди постановок: 1914 — «Спящая красавица» по хореографии Петипа.
Помимо работы в театре в 1897—1917 гг. был педагогом Петербургского театрального училища.
Но главным в его творческой деятельности оказались не только театральные постановки и режиссёрское руководство Петербургской императорской балетной труппой. Он занялся записью танца по системе В. И. Степанова. В то время, когда техника киносъёмки была ещё весьма далека от совершенства, запись танца была единственно возможной и насущной необходимостью для передачи знаний следующим поколениям. И, тем не менее, далеко не все мастера балета восприняли его работу по записи адекватно, видя в ней конец творческому полёту и самостоятельности решения воплощения образов. Споры о необходимости работы по записи танцев в театре были немалые, образовалось даже два лагеря. И кого-то Н. Г. Сергееву удалось не только привлечь на свою сторону, но и сделать «соучастником» дела. С 1903 года он привлёк к записи танцев Чекрыгина, и часть балетов они записали совместно.

В пылу споров о создателе системы — артисте В. И. Степанове уже не вспоминали, что вызвало справедливый отклик со стороны вдовы В. И. Степанова балерины Марии Александровны Эрлер. Обо всём этом поведала «Петроградская газета» (издатель С. Н. Худеков), 1915, 13 декабря, № 342, которой главный режиссёр балетной труппы давал интервью по поводу системы записи танца: 
 «Н. С. <Данна>я запись танцев представляет <собой> вид нотной системы. Пишу я уже <…> — 17. Я записал все, что я видел <из> М. И. Петипа. <Надо> мной и моей системой много смеялись ещё и во время директорства И. А. Всеволожского и кн. С. М. Волконского, за-<…> не только не ценили, но даже <считали> как бы бредом моей фантазии. Петипа, видя, что я записываю, выгонял меня из репетиционного зала! Но я никого не слушал и, как фанатик, продолжал своё дело. Я счастлив, что теперь по прошествии многих лет прекрасные художественные создания творческой фантазии М. И. Петипа <…> воскресают. Мой труд, моя „хореографическая летопись“ удостоились официального признания, и когда два года тому назад я хотел выйти в отставку, нынешний директор Императорских театров А.Теляковский удержал меня на моей службе с повышением».
После Октябрьской революции Н. Г. Сергеев в 1918 году эмигрировал. Все балетные записи он увёз с собой. Помимо записей балетов коллекция Н. Г. Сергеева включала фотографии балетных спектаклей, элементы декораций и костюмов.
В эмиграции продолжил режиссёрскую работу в разных музыкальных театрах Западной Европы, используя эти записи и возрождая постановки Мариинского театра на других балетных сценах.

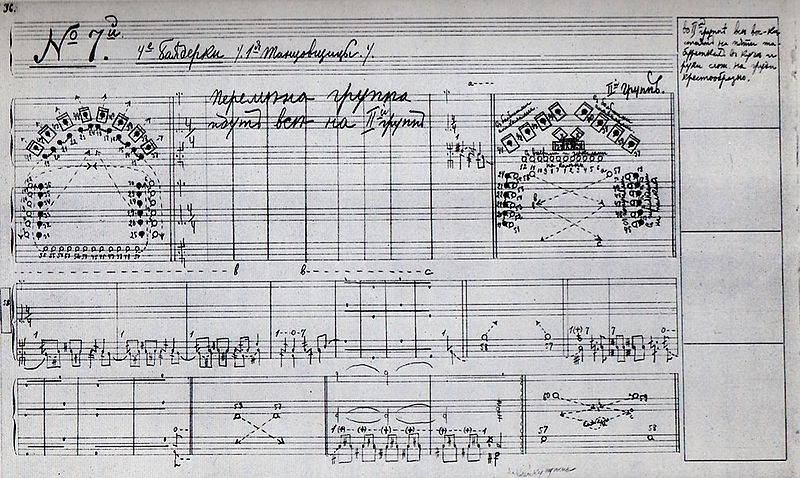
Страница записи балета «Баядерка», сделанная Н. Г. Сергеевым по системе В. И. Степанова, около 1900

В 1920 году был приглашён С. Дягилевым для постановки «Спящей красавицы», но совместная работа не сложилась.
В 1922—1924 годах Н. Г. Сергеев был балетмейстером Рижского музыкального театра. Среди его постановок: «Пахита», «Конек-Горбунок», «Жизель», «Корсар» — по сохранившимся записям.
В 1933—1938 — педагог балетной труппы «Сэдлерс-Уэллс» (после его ухода этот пост заняла Вера Волкова).
С 1941 — руководитель балетной школы «Интернешнл балле» (Великобритания), вёл занятия с артистами труппы.
Среди его постановок в эмиграции: 1932 г. — «Жизель» по хореографии М. Петипа во Франции и в Великобритании.
Коллекция Н.Сергеева после его кончины попала к директору «Интернешнл балле» Моне Инглусби (Mona Inglesby), затем, сменив нескольких владельцев, в 1969 году — в Гарвардский университет, США, куда была продана последним её владельцем и где хранится до настоящего времени, получив официальное название «Коллекция Сергеева» (Sergeyev Collection). Всего насчитывается 27 записей академических балетов, в том числе созданные М.Петипа, Л.Ивановым и др., и теперь они активно используются разными балетмейстерами для повторения академических постановок и новых версий балетов.
Среди записанных балетов «Царь Кандавл», «Лебединое озеро», «Дочь фараона» (в 2000 г. запись для своей постановки использовал Пьер Лакотт), «Трильби», «Щелкунчик», «Коппелия» (восстановил по записям Сергей Вихарев в 2001), «Пробуждение Флоры» (балет восстановил Сергей Вихарев в 2007 г.), «Корсар» (записи для собственных постановок использовали Манард Стюард (2004), а также А.Ратманский и Ю.Бурлака, 2007, Большой театр, Москва), «Сатанелла», «Спящая красавица» (балет восстановил С.Вихарев), «Баядерка» (балет восстановил С.Вихарев) и др., в том числе балетные фрагменты в операх.
Коллекция Сергеева:
- «Пахита», балетмейстер М. Петипа
- «Жизель», балетмейстер М. И. Петипа, по хореографии Ж. Коралли, Ж. Перро
- «Спящая красавица», балетмейстер М. Петипа
- «Щелкунчик», балетмейстеры Л. И. Иванов (танцы) М. Петипа (план постановки)
- «Пробуждение Флоры», балетмейстер М. И. Петипа и Л. И. Иванов
- «Тщетная предосторожность», балетмейстеры М. Петипа и Л. И. Иванов
- «Лебединое озеро», балетмейстеры М. Петипа, Л. И. Иванов
- «Коппелия», балетмейстер М. Петипа; балетмейстеры восстановления Э. Чеккетти, Л. И. Иванов
- «Капризы бабочки», балетмейстер М. Петипа
- «Конёк-горбунок», балетмейстер М. Петипа; по хореографии А.Сен-Леона
- «Привал кавалерии», балетмейстер М. Петипа
- «Раймонда», балетмейстер М. Петипа
- «Эсмеральда», балетмейстер М. Петипа; по хореографии Ж.Перро
- «Дочь фараона», балетмейстер М. Петипа
- «Корсар», балетмейстер М. Петипа
- «Миллионы Арлекина», балетмейстер М. Петипа
- «Барышня-служанка, или Испытание Дамиса», балетмейстер М. Петипа
- «Ученики господина Дюпре», балетмейстер М. Петипа
- «Баядерка», балетмейстер М. Петипа
- «Царь Кандавл», балетмейстер М. Петипа
- «Очарованный лес», балетмейстер Л. И. Иванов
- «Волшебная флейта», балетмейстер Л. И. Иванов
- «Фея кукол», балетмейстеры братья Н. Г. Легат и С. Г. Легат
- две небольшие танцевальные сцены, балетмейстер М. Петипа
- Le Songe du rajah («Мечта раджи»), 1930 — версия Н. Сергеева балета «Баядерка» по хореографии М. Петипа

Кроме того, коллекция включает балетные фрагменты к 24 операм, балетмейстер М. Петипа.